# Typhochrestinus

Typhochrestinus titulifer es una especie de araña araneomorfa de la familia Linyphiidae. Es el único miembro del género monotípico Typhochrestinus.

## Distribución
Se encuentra en Rusia asiática.